# Свердлов, Андрей Яковлевич
Андре́й Я́ковлевич Свердло́в (17 апреля 1911, Нарым — 15 ноября 1969, Москва) — деятель советских спецслужб, полковник госбезопасности, следователь НКВД, заместитель начальника отдела «К» (контрразведка) Главного управления МГБ СССР; писатель, прозаик. Сын революционера и советского государственного деятеля Якова Свердлова и Клавдии Новгородцевой.

## Биография

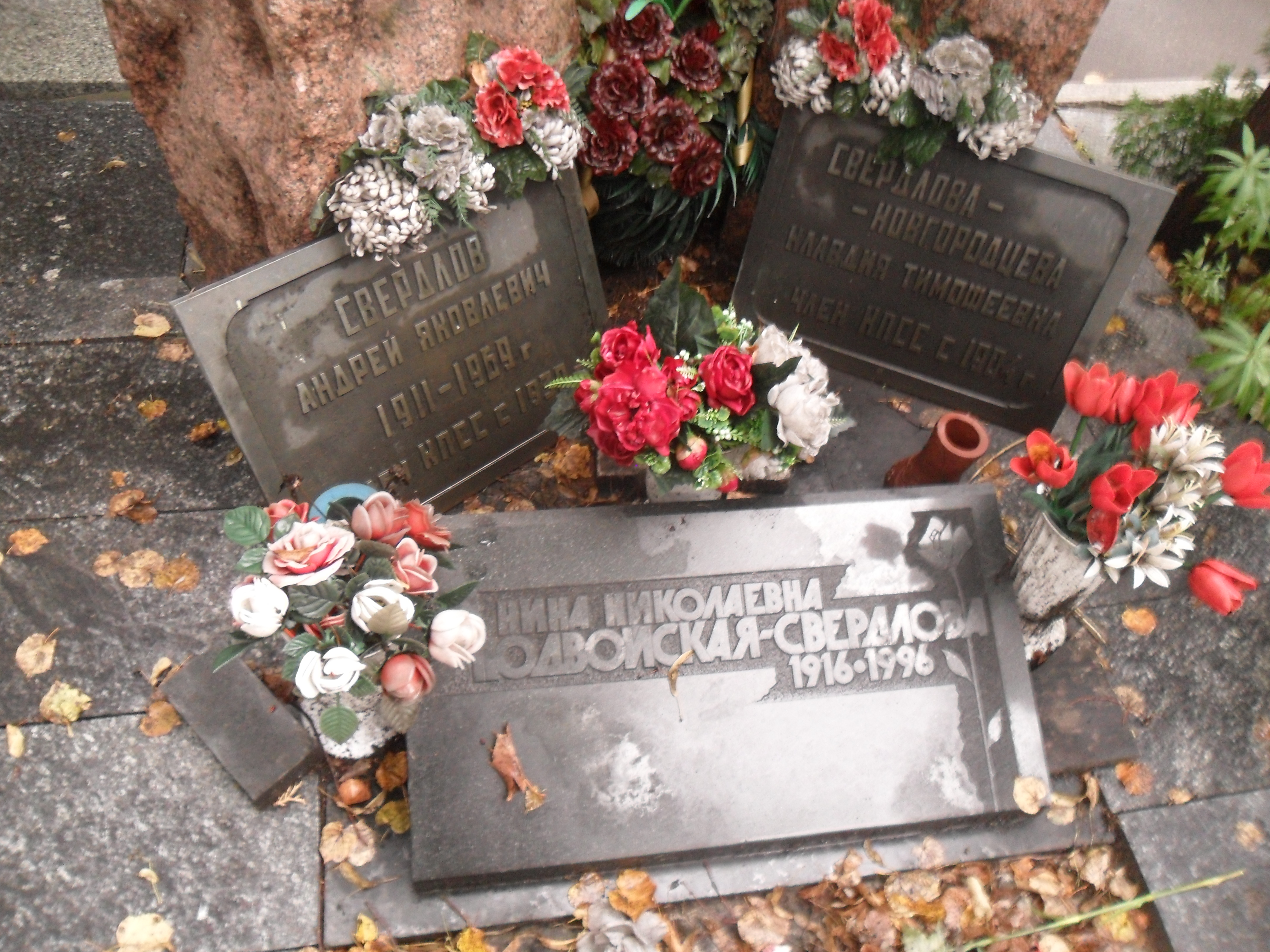
Могила А. Я. Свердлова, его матери и жены

Дважды — в 1935 и 1937 годах — арестовывался органами НКВД за антисоветские высказывания в кругу молодёжи (в частности, неоднократно и прямо высказывался за то, что Сталина нужно убить), что не помешало ему в дальнейшем служить в центральном аппарате НКВД и МГБ СССР. По некоторым источникам, был выпущен благодаря стараниям его матери — вдовы Якова Свердлова. Но, возможно, всё объяснялось тем, что его роль в этих инцидентах была заранее определена (его подозревали в провокаторстве).
С 1938 года занимал высокий пост в НКВД, работал в контрразведке — заместитель начальника и начальник отделения, позже заместитель начальника отдела «К» 2-го Главного управления МГБ СССР. Участвовал в проведении сталинских репрессий, по свидетельствам ряда своих подследственных (в частности, Анны Лариной, жены Н. И. Бухарина), активно применял пытки и издевательства над своими бывшими приятелями, попавшими к нему на допрос в качестве «врагов народа».
Знавшая его с детства Светлана Оболенская, дочь Валериана Осинского, даёт ему в воспоминаниях эмоциональную оценку:
Андрей Свердлов — предатель, гнусная тварь, завербованный НКВД, закладывавший, допрашивавший и губивший своих друзей, всех, кого прикажут. <…>Хана Ганецкая, дочь известного революционера Я. Ганецкого, из той же компании, что и Андрей с нашим Димой, была арестована. Когда её ввели в кабинет следователя, и она увидела Андрея, с криком радости бросилась к нему, уверенная, что сейчас-то всё и разъяснится — они с Андреем хорошо знали друг друга. А тот отбросил её с криком: «троцкистская сволочь!»
Принимал участие в допросах и Ариадны Эфрон — дочери поэтессы Марины Цветаевой:

… в протоколах допросов никак не отражено присутствие этого человека <одного из заместителей Берии>. Так же, впрочем, как и участие в них сына Я. М. Свердлова, ставшего следователем НКВД. Между тем об этом участии Ариадна рассказывала и своей подруге А. А. Шкодиной-Федерольф, с которой вместе отбывала ссылку в Туруханске, и Марии Белкиной, автору книги «Скрещение судеб».— 
В октябре 1951 года А. Я. Свердлов был вновь арестован и обвинён в том, что «вынашивал антисоветские убеждения, находился в преступной связи с особо опасными преступниками и как их сообщник проводил подрывную деятельность, направленную против ВКП(б) и Советского государства» (так называемое дело о сионистском заговоре в МГБ СССР). Содержался в одной камере с академиком И. М. Майским, по отношению к которому выполнял роль внутрикамерного агента.
После смерти Сталина в 1953 году был выпущен, так как по инициативе Л. П. Берия в апреле 1953 года дело о сионистском заговоре в МГБ СССР, как и дело врачей, было прекращено, а раскручивавший эти дела М. Д. Рюмин сам был арестован.
В дальнейшей биографии А. Я. Свердлова активное участие принял Н. Н. Шаталин, благодаря протекции которого он был восстановлен в рядах КПСС и продолжил службу в 4-м секретно-политическом отделе управления МВД СССР, а после увольнения из органов по выслуге лет находился на научной работе в Институте марксизма-ленинизма при ЦК КПСС. Защитил диссертацию в Академии общественных наук при ЦК КПСС, кандидат исторических наук.
В соавторстве со своим коллегой Яковом Матусовым (под псевдонимами Александра Яковлева и Якова Наумова) написал две шпионские повести — «Двуликий Янус» и «Тонкая нить». Впоследствии уже только под именем Свердлова посмертно была издана повесть «Схватка с оборотнем» (1975). В 2009 году решением суда было установлено, что Матусов также является её соавтором. Также «помогал» писать мемуары «Записки коменданта Кремля» П. Д. Малькову.
Похоронен на Новодевичьем кладбище в Москве.

## Семья
- Жена — Нина Николаевна Подвойская (1916—1996), дочь Н. И. Подвойского.
  - Сын — Яков Андреевич Свердлов (род. 10.11.1957), генеральный директор ООО «Точка зрения».
  - Дочь — Елена Андреевна Свердлова[8]; её муж — доктор экономических наук, профессор Леонид Владимирович Сабельников (род. 1929), заслуженный деятель науки Российской Федерации (сын экономиста В. И. Каца).

## Труды
- Наумов Я., Яковлев А. Двуликий Янус. — М.: Детская литература, 1965.
- Наумов Я., Яковлев А. Тонкая нить. — М.: Детская литература, 1968.
- Свердлов А. Схватка с оборотнем. (Приключенческая повесть). — Вече, 2008. — 240 с. — ISBN 5-9533-2869-9, ISBN 978-5-9533-2869-2 (предыдущее издание: М.: Детская литература, 1975).